# Mandala (Dukupuntang)
Mandala is een bestuurslaag in het regentschap Cirebon van de provincie West-Java, Indonesië. Mandala telt 5508 inwoners (volkstelling 2010).